# Rosama plusioides
Rosama plusioides är en fjärilsart som beskrevs av Moore 1879. Rosama plusioides ingår i släktet Rosama och familjen tandspinnare. Inga underarter finns listade.